# Leones de Ponce (pallavolo)
I Leones de Ponce furono una franchigia pallavolistica maschile portoricana con sede a Ponce.

## Storia
I Leones de Ponce partecipano alla Liga de Voleibol Superior Masculino nella sua prima edizione, quella del 1958, chiusa al quarto posto. Dopo tre annate di inattività, nelle quali parte dei giocatori della franchigia restano attivi coi Brujos de Guayama, tornano in campo nella stagione 1962, raggiungendo la finale scudetto, persa contro i Cafeteros de Yauco. Le due franchigie si affrontano anche nelle tre finali scudetto successive, che vedono i Leones de Ponce conquistare altrettanti scudetti. Nei campionati 1966 e 1967 raggiungono altre due finali scudetto, uscendo sconfitti in entrambe: nella prima cadono di fronte ai Cafeteros de Yauco, mentre nella seconda perdono a tavolino dopo aver condotto per 2-1 la serie, dopo che la franchigia, in segno di protesta contro l'espulsione di un proprio giocatore, sceglie di non disputare i restanti incontri per l'assegnazione del titolo, venendo inoltre squalificata ed esclusa nella stagione 1968.
Dopo un paio di sconfitte in semifinale e un settimo posto, la franchigia resta inattiva per due annate, tornando in campo nella stagione 1975, classificandosi nuovamente settimi. Nelle annate che seguono, i Leones non vanno mai oltre il terzo posto del campionato 1978, raccogliendo risultati alterni. Ad inizio anni ottanta la franchigia non si iscrive per due annate consecutive alla Liga de Voleibol Superior Masculino, tornando in campo nella stagione 1984, non riuscendo tuttavia a lottare per le prime posizioni. Questo trend di risultati relega nella stagione 1986, quella della riforma del campionato, la franchigia di Ponce a partecipare alla Sezione B del torneo per tre annate, rientrando nella Sezione A solo a partire dal campionato 1989, raccogliendo da questo momento solo risultati di centro-bassa classifica.
Solo nella stagione 1994 i Leones de Ponce raggiungono una nuova finale scudetto, sconfiggendo i Plataneros de Corozal in quattro giochi e conquistando il quarto titolo della propria storia. Nella stagione successiva arriva invece un deludente undicesimo posto, che lascia la franchigia addirittura fuori dai play-off scudetto. Nei campionati 1996 e 1997, arrivano altre due semifinali, a cui segue un periodo di risultati di bassa classifica per tutti gli anni duemila, interrotto solo dal terzo posto raggiunto nel campionato 2009-10.
Dopo due quinti posti, nella stagione 2012-13 i ponceños terminano il campionato in ottava posizione; al termine dell'annata la franchigia cessa di esistere: attraverso uno scambio di titoli, cedono il proprio alla città di Lares, ridando vita ai Patriotas de Lares, che a loro volta avevano in precedenza ceduto il proprio titolo alla città di San Sebastián, vedendo la rinascita dei Caribes de San Sebastián.

## Rosa 2012-13
L'ultima rosa con cui i Leones de Ponce hanno partecipato alla LVSM.
| N° | Nome                 | Ruolo | Data di nascita   | Nazionalità sportiva |
| -- | -------------------- | ----- | ----------------- | -------------------- |
| 1  | Roberto Torres       | L     | -                 | Porto Rico           |
| 2  | Cristian Encarnación | S     | 3 settembre 1993  | Porto Rico           |
| 3  | Jeffrey Alequín      | -     | -                 | Porto Rico           |
| 4  | Carlos Pietri        | C     | -                 | Porto Rico           |
| 5  | Víctor Bird          | S/O   | 16 marzo 1982     | Porto Rico           |
| 6  | Jesús Martínez       | P     | 17 agosto 1989    | Porto Rico           |
| 7  | Domingo González     | S/O   | 29 gennaio 1990   | Porto Rico           |
| 8  | Raymond Ocasio       | S     | -                 | Porto Rico           |
| 9  | Giovanni Rivera      | L     | -                 | Porto Rico           |
| 10 | Luis Quiñones        | C     | 22 settembre 1983 | Porto Rico           |
| 11 | Emanuel Batista      | C     | 12 gennaio 1989   | Porto Rico           |
| 13 | Luis López           | -     | -                 | Porto Rico           |
| 14 | Alexander Robles     | S     | 22 ottobre 1989   | Porto Rico           |
| 15 | Kevin Rodríguez      | P     | 12 agosto 1994    | Porto Rico           |
| 16 | Tri Bourne           | S     | 20 giugno 1989    | Stati Uniti          |

## Palmarès
- Campionato portoricano: 4

1963, 1964, 1965, 1994